# Westminster-Delta (circonscription britanno-colombienne)
Pour les articles homonymes, voir Westminster (homonymie).
Circonscription électorale provinciale du Canada
Westminster-Delta est une ancienne circonscription provinciale de la Colombie-Britannique représentée à l'Assemblée législative de la Colombie-Britannique de 1894 à 1903.

## Géographie
La circonscription apparaît avec la division de la circonscription de Westminster qui était représentée par 4 députés. Les autres circonscriptions issues de cette défusion sont Westminster-Chilliwhack, Westminster-Dewdney et Westminster-Richmond.

## Liste des députés
| Législature                                            | Années                                                 | Député                                                 | Député                                                 | Parti                                                  |
| Westminster-Delta Circonscription issue de Westminster | Westminster-Delta Circonscription issue de Westminster | Westminster-Delta Circonscription issue de Westminster | Westminster-Delta Circonscription issue de Westminster | Westminster-Delta Circonscription issue de Westminster |
| ------------------------------------------------------ | ------------------------------------------------------ | ------------------------------------------------------ | ------------------------------------------------------ | ------------------------------------------------------ |
| 7e                                                     | 1894–1898                                              |                                                        | William Thomas Forster                                 | Opposition                                             |
| 8e                                                     | 1898–1900                                              |                                                        | William Thomas Forster                                 | Opposition                                             |
| 9e                                                     | 1900–1903                                              |                                                        | John Oliver                                            | Gouvernement                                           |
| Circonscription abolie, voir : Delta                   |                                                        |                                                        |                                                        |                                                        |